# Gonomyia platymeroides
Gonomyia platymeroides är en tvåvingeart som beskrevs av Alexander 1952. Gonomyia platymeroides ingår i släktet Gonomyia och familjen småharkrankar.
Artens utbredningsområde är Peru. Inga underarter finns listade i Catalogue of Life.